# لهجة فردية
لهجة فردية أو لغدية (إنجليزية: Idiolect) تعني اللغة الفردية لشخص بذاته. وتشمل المفردات التي يتقنها الفرد، سلوكه اللفظي وطريقته في التعبير والتلفظ. الهجة الفردية هي ضمن مجموعة لغوية متنوعة على مستوى الفرد المتكلم. كما يستخدم هذا المصطلح لوصف الخصائص المميزة، لشخص أو مجموعة أفراد تتحدث لهجة خاصة داخل نفس المجتمع اللغوي.
تحليل اللهجات الفردية هي واحدة من طرق التي يعتمد عليها علماء اللسانيات الاجتماعية بتحليل الخصائص الفردية لأعضاء الجماعات اللغوية وتحديدها بدقة لاستخلاص السمات المشتركة للهجة اجتماعية.
تحليل اللهجة الفردية هو أيضا وسيلة أساسية في علم اللغة الشرعي. من خلال دراسة الخصائص اللغوية المحددة للنصوص، لتحديد مجموعة ضيقة إلى حد كبير من الخارجين على القانون (على سبيل المثال، كاتب رسائل التهديد). بعض لغويين الطب الشرعي يحذرون من التوقع أنه باستخدام «البصمة اللغوية» يمكن أن تثبت الشبهة على أحد مرتكبي الاغتصاب بشكل واضح.
حسب ريموند دروميل Raimund Drommel، وهو «رائد الطب الشرعي لغوية»، فإنه في كثير من الحالات، تكفي عينة من الأدلة اللغوية قصد فتح قضية جنائية ضد المشتبه بهم في المرحلة الانتقالية.

## هوامش
1. ↑  Sandra Hansen: Als Sprachwissenschaftler auf Verbrecherjagd. Die forensische Linguistik beim Bundeskriminalamt. scienzz-magazin. 15. August 2006 نسخة محفوظة 09 سبتمبر 2017 على موقع واي باك مشين.
2. ↑  Profiler Raimund Drommel: Der Sprache des Verbrechens auf der Spur. Die Zeit. الإصدار 4/2011 نسخة محفوظة 10 يونيو 2017 على موقع واي باك مشين.